# Claudia von Werlhof
Claudia von Werlhof (nascuda el 17 de maig de 1943 a Stahnsdorf, districte de Teltow) és una sociòloga i politòloga alemanya. Va ser la primera professora d'estudis de la dona a Àustria, i va treballar durant anys a l'Institut de Ciències Polítiques de la Universitat d'Innsbruck.

## Vida
Després de llicenciar-se a l'escola secundària a Colònia el 1963, Werlhof va estudiar economia i sociologia a Colònia i a Hamburg. El 1968 es va obtenir una llicenciatura en Economia i Sociologia. Entre 1968 i 70 va ostentar una beca de doctorat de la Fundació Friedrich Ebert i va anar a estudiar a El Salvador i a Costa Rica. El 1974 es va doctorar en sociologia a la Universitat de Colònia. Entre 1974 i 75 va ser professora del Departament de Ciències Socials de la Universitat de Frankfurt am Main. Entre 1977 i el 1979 va realitzar investigacions a Veneçuela.
Entre 1975 i 1986 va treballar com a ajudant de recerca a la Facultat de Sociologia de la Universitat de Bielefeld centrada en polítiques de desenvolupament, on va cofundar l'àrea d'estudis de Dones i Tercer Món juntament amb Veronika Bennholdt-Thomsen. El 1984 es va diplomar en ciències polítiques a la Universitat de Frankfurt amb una tesi sobre la qüestió de dones i agricultura al Tercer Món. Va ser professora convidada en diverses universitats alemanyes i estrangeres. El 1988 va ser presentar la tesi sobre el sistema polític d'Àustria, posant especial èmfasi en la investigació femenina a l'Institut de Ciències Polítiques de la Facultat de Ciències Socials i Econòmiques de la Universitat d'Innsbruck. Va ser la primera professora en estudis de la dona a Àustria. El 2011 Claudia von Werlhof va esdevenir emèrita.
Claudia von Werlhof és mare d'un fill.

## Obra
Des del començament Claudia von Werlhof va estar implicada en el moviment femení. Es considera una cofundadora de la investigació femenina a la República Federal d'Alemanya. Va participar en investigacions i publicacions amb qüestions teòriques i polítiques del moviment de les dones i la teoria feminista.
Juntament amb Maria Mies i Veronika Bennholdt-Thomsen, va cofundar l'ecofeminisme i va desenvolupar la perspectiva de subsistència feminista de Bielefeld, que posa l'accent en l'enfocament de subsistència de Georg Elwert et al. Va subratllar que la producció de subsistència no només és un component important als països en desenvolupament, sinó que també té un paper important en les societats capitalistes del centre: les feines domèstiques de les dones redueixen el cost de reproducció del treballador assalariat masculí i subvencionen així el sector capitalista. Van portar-ho al debat sobre les tasques domèstiques, que es va dur a terme als anys vuitanta en el moviment de les dones, van connectar la qüestió de les dones amb la qüestió del Tercer Món, més tard la qüestió ecològica, i van refutar en estudis empírics que Els productors de subsistència al Tercer Món es van convertir gradualment en treballadors assalariats. Més aviat, la feina es torna a introduir a la llar, on les dones produeixen una baixa remuneració per al mercat mundial. Els sociòlegs de Bielefeld van anomenar aquest procés " mestressa de casa". Van analitzar que la producció de subsistència, que serveix per a la creació i preservació immediata de la vida, està sotmesa a un procés de devaluació social permanent, que segons Werlhof està vinculat a la comprensió moderna de la natura i no és neutre per gènere. L'economia de subsistència com la creació de mitjans de vida no només en les societats tradicionals no pot desaparèixer, sinó que està subordinada a l'economia capitalista de les mercaderies. La devaluació de la subsistència va acompanyada de la devaluació de les persones que hi estan associades. Werlhof i els seus companys de campanya van veure el seu enfocament com a teoria social crítica, alhora que es preocupaven de canviar aquesta realitat. Des d'una perspectiva de subsistència, van comprendre la regionalització i l'apreciació de l'economia de subministrament orientada a les subsistències fins i tot en condicions globalitzades i així reforçar les dones que les converteixen en productores de subsistència. També hi podria haver diners, comerç i mercats en l'economia de subsistència. "Aquest enfocament, amb la seva rellevància metodològica específica, va obrir el camp per a una perspectiva internacional sobre la investigació feminista que se centri en la resident del refugi femení de Colònia així com la pagesa veneçolana." La perspectiva de subsistència de Bielefeld es va convertir en interna i externa. desenvolupat més en investigació científica, diversos grups i iniciatives relacionades amb ell, que el 1995 van portar a la creació de l' Institut de Teoria i Pràctica de la Subsistència eV a Bielefeld.
Pel que fa al plantejament de subsistència, es van desencadenar debats controvertits en el moviment de dones. Per exemple, l'educador social Iman Attia va acusar l'ecofeminisme i la perspectiva de subsistència de Werlhof i els seus companys de campanya de mitologitzar la mestressa de casa i la mare, que només reforçaven l'opressió que intentaven combatre. L'èmfasi de les autores en l'economia de subsistència femenina contrasta amb l'emancipació mitjançant la participació en una ocupació amb benefici, cosa que per von Werlhof i altres representants de la teoria del patriarcat crític no portaria a l'emancipació, sinó només a l'estabilització de les relacions de poder patriarcal. Això també resulta en una contradicció entre la recerca clàssica de dones que representa Werlhof i l'enfocament més recent dels estudis de gènere.
En investigacions i publicacions posteriors, Claudia von Werlhof es va centrar en la crítica de la globalització, així com les alternatives de la societat civil a la globalització, que ella anomena dissidència, i les va condensar en un "enfocament teòric-pràctic d'una teoria crítica del patriarcat". 2007 va fundar l'associació FIPAZ (Institut de Recerca per a la Crítica Patriarcal i Civilitzacions Alternatives) i el 2010 l'Associació Moviment Planetari per la Mare Terra.

### Controvèrsia
El febrer de 2010, Werlhof va entrar en la crítica, ja que havia introduït en una entrevista amb Der Standard una teoria conspirativa en conversa. Així, els Estats Units tenien una tècnica per induir artificialment terratrèmols mitjançant HAARP, i el terratrèmol d'Haití el 2010 podria haver estat causat per ells. El consell de l'Institut de Ciències Polítiques Ferdinand Karlhofer es va allunyar de la teoria de la conspiració, que no té cap base científica, i va parlar d'un “dany” a la reputació de l'institut. Werlhof va respondre en una carta oberta que "personalment i de cap manera en nom de l'institut havia concedit una entrevista": Per tant, no podria haver fet cap mal a l'Institut. I es va preguntar si la "comprensió de la ciència" de l'Institut es guiava per "interessos polítics".